# Stevens Village
Stevens Village ist ein Ort und ein census-designated place (CDP) in der Yukon-Koyukuk Census Area in Alaska in den Vereinigten Staaten. Das U.S. Census Bureau hatte bei der Volkszählung 2020 eine Einwohnerzahl von 37 ermittelt.

## Geographie
Stevens Village liegt im Alaska Interior am Nordufer des in Richtung Westsüdwest strömenden Yukon River auf einer Höhe von 97 m. Stevens Village befindet sich etwa 140 km nordnordwestlich der Stadt Fairbanks. Knapp 8 Kilometer weiter westlich befindet sich die Mündung des Dall River in den Yukon River. Flussabwärts, 31 km westsüdwestlich, überquert der Dalton Highway den Yukon River. In Stevens Village gibt es einen Flugplatz.

## Geschichte
Stevens Village ist ein Indianerdorf. Es wurde nach einem Indianerhäuptling benannt. Im Jahr 1910 wohnten 100 Menschen. Im Jahr 1936 wurde ein Postamt eröffnet. Stevens Village erschien erstmals beim U.S. Census im Jahr 1980 als ein CDP.

## Demografie
Zum Zeitpunkt der Volkszählung im Jahre 2020 (U.S. Census 2020) hatte Stevens Village CDP 37 Einwohner auf einer Landfläche von 30,17 km². Von den Einwohnern waren alle amerikanisch-indianischer Abstammung.
Beim Census im Jahr 2000 wurden 87 Einwohner gezählt, 2010 waren es ebenfalls 78. Somit ist die Bevölkerungsentwicklung in den letzten Jahren rückläufig.